# Kyū
Kyū (jap. 級),  po japońsku stopień, ranga – jest to system liczenia poziomu osiągniętych umiejętności. Im niższy numer kyū tym wyższy poziom umiejętności – najwyższy poziom umiejętności w tej skali to 1 kyū. Powyżej kyū są stopnie dan. Liczba stopni kyū różni się w zależności od sztuki walki, a nawet konkretnego stylu. W aikido i judo często stosuje się skalę od 6 do 1 kyū, w karate od 10 do 1 kyū (choć czasem od 12, a czasem od 8 – w zależności od federacji, stylu, czy szkoły), natomiast w go od 20 do 1 kyū (czasem nawet od 30). 

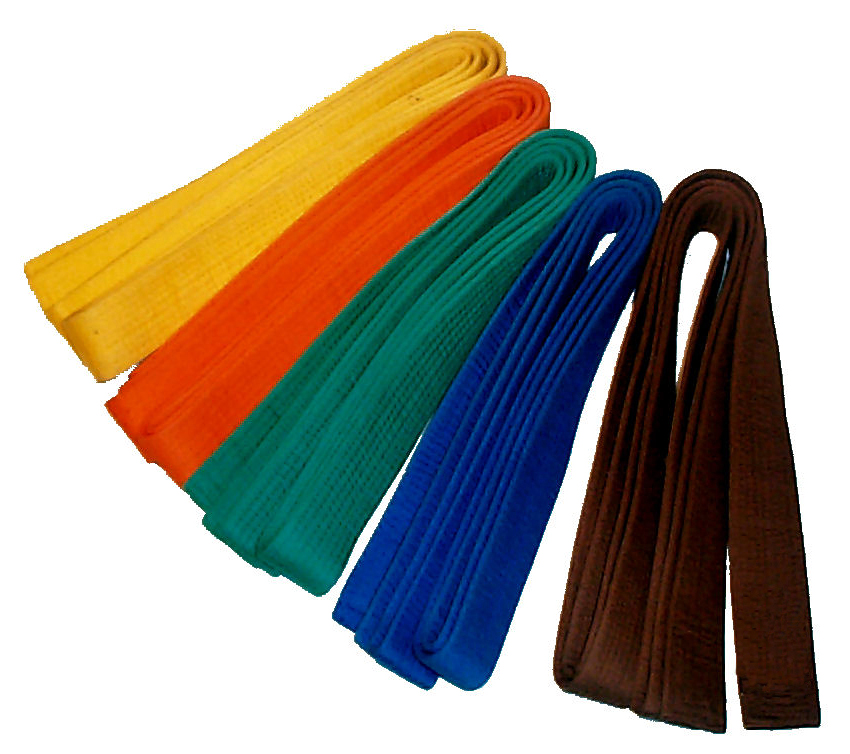
Pasy będące oznaczeniem stopni kyū

Dotyczy m.in.: go, shōgi, japońskich sztuk walki i innych dziedzin, np. poziomów egzaminów JLPT.
W go różnica 1 kyū oznacza 1 kamień handicapu dla słabszego gracza.